# Prunus oneyamensis
Prunus oneyamensis är en rosväxtart som beskrevs av Yasaka Hayashi. Prunus oneyamensis ingår i släktet prunusar, och familjen rosväxter. Inga underarter finns listade i Catalogue of Life.